# 오메카이도역
오메 가도 역(일본어: 青梅街道駅)은 일본 도쿄도 고다이라시에 있는 철도역이다.
도쿄의 주요 도로 중 하나인 오메 가도와 교차하는 위치에 있다.

## 타는 곳
| ↑ 히토쓰바시가쿠엔 |
| \| 1               |
| 하기야마 ↓         |

| ■ 다마코 선 | 하기야마・세이부 유원지 방면 |
| ■ 다마코 선 | 고쿠분지 방면                |

## 역세권 정보
- 오메 가도
- 신코다이라역(동일본 여객철도 무사시노 선. 환승역이 아님)
- 고다이라 시청

## 역사
- 1928년 4월 6일: 영업 개시.

## 사진

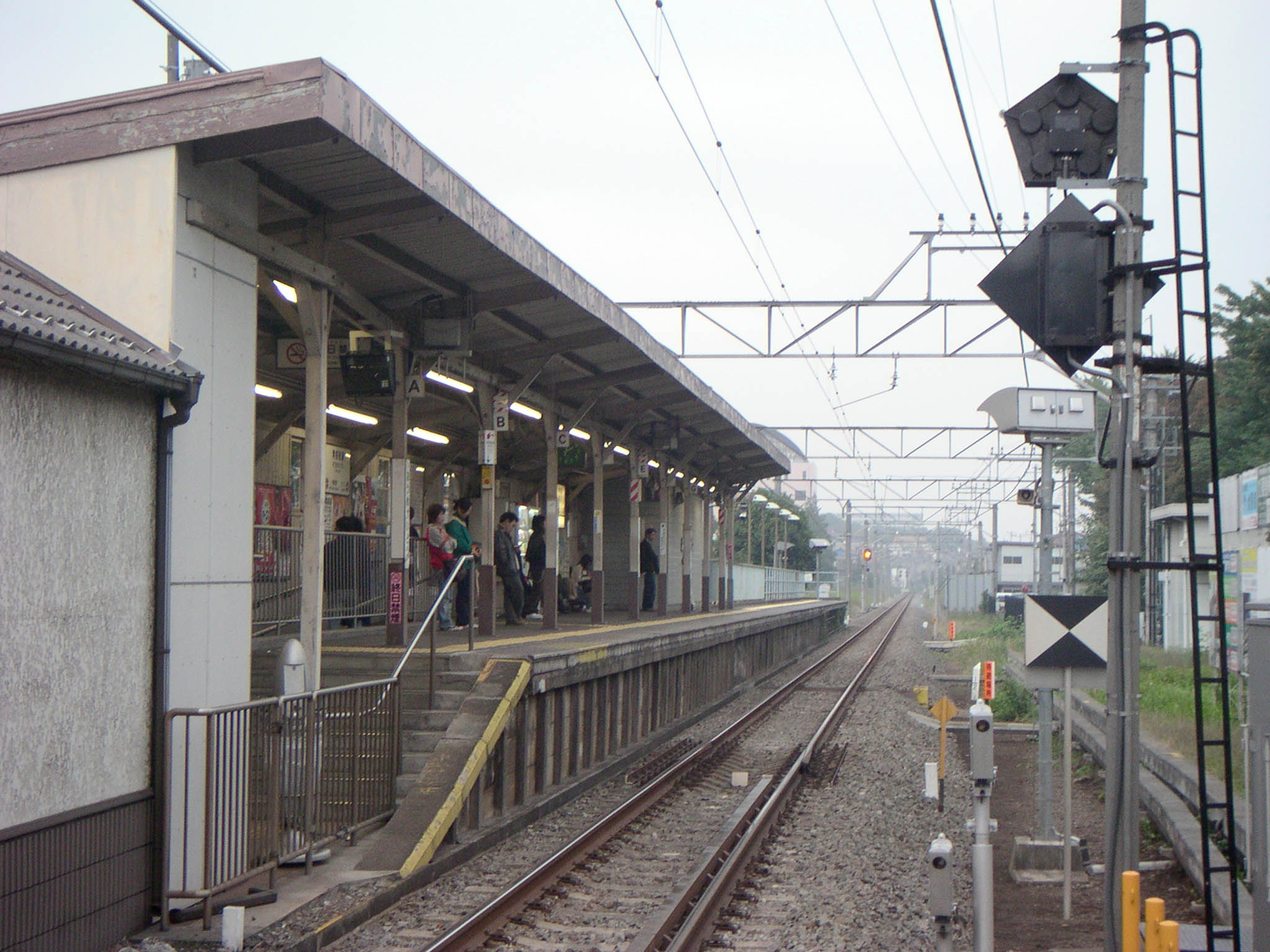
승강장 모습

## 인접역
| 세이부 철도■다마코 선          | 세이부 철도■다마코 선 | 세이부 철도■다마코 선       |
| ------------------------------ | --------------------- | --------------------------- |
| 히토쓰바시가쿠엔 고쿠분지 방면 | ■보통                 | 하기야마 세이부 유원지 방면 |